# Land- und Stadtgericht Wartenburg
Das Land- und Stadtgericht Wartenburg war von 1823 bis 1849 ein preußisches Land- und Stadtgericht mit Sitz in Wartenburg.

## Geschichte
Das Land- und Stadtgericht Wartenburg wurde 1823 aus dem Stadtgericht Wartenburg und dem Justizamt Wartenburg gebildet. Es war ein Gericht 2. Klasse im Sprengel des Oberlandesgerichts Königsberg.
1837 umfasste der Gerichtsbezirk die Stadt Wartenburg mit 2784 Gerichtseingesessenen und 62 Ortschaften mit 8488 Gerichtseingesessenen (zusammen also 11.272 Gerichtseingesessene). Am Gericht waren ein Stadt- und Landrichter und drei weitere Mitarbeiter beschäftigt. Das Gericht war im Rathaus der Stadt untergebracht.
Nach der Märzrevolution wurden 1849 einheitlich Kreisgerichte gebildet. In Wartenburg entstand die Gerichtskommission Wartenburg des Kreisgerichts Mohrungen.